# Портланд
За града в Мейн вижте Портланд (Мейн).
Портланд (на английски: Portland) е най-големият град в щата Орегон, Съединените американски щати.

## Население
Портланд има население от 647 805 души (приблизителна оценка от 2017 г.).

## География
Портланд е с обща площ от 376,50 km². През града протича река Уиламет, която северно от града се влива в Колумбия.

## Спорт
Градът е дом на 2 професионални спортни клуба. Баскетболният отбор „Портланд Трейл Блейзърс“ се състезава в НБА от 1970, а „Портланд Тимбърс“ играе в Мейджър Лийг Сокър.

## Квартали
Някои от 95-те квартала на Портланд са:
1. Аламида
2. Арбър Лодж
3. Ардънуолд – Джонсън Крийк
4. Арлингтън Хайтс
5. Арнолд Крийк
6. Ашкрийк
7. Бойзи
8. Брентуд – Дарлингтън
9. Бриджтън
10. Бруклин
11. Гленфеър
12. Грант Парк
13. Елиът
14. Източна Колумбия
15. Кентън
16. Кинг
17. Колинс Вю
18. Конкордия
19. Крестуд
20. Къли
21. Кърнс
22. Кътидрал Парк
23. Лентс
24. Линтън
25. Лойд Дистрикт
26. Медисън Юг
27. Мейпълуд
28. Мил Парк
29. Овърлук
30. Пидмонт
31. Плезант Вали
32. Пърл Дистрикт
33. Рийд
34. Ричмънд
35. Роуз Сити Парк
36. Роузуей
37. Сентениал
38. Сънисайд
39. Удсток
40. Форест Парк
41. Хейзълуд
42. Хейхърст
43. Хийли Хайтс
44. Хилсайд
45. Хилсдейл
46. Холивуд
47. Хоумстед
48. Ървингтън
49. Южен Бърлингейм
50. Южен Портланд
51. Юнивърсити Парк

## Известни личности
Родени в Портланд
- Франк Арми (1918 – 1992), автомобилен състезател
- Марк Вебер (р. 1951), историк
- Дейвид Григс (1939 – 1989), астронавт
- Мат Грьонинг (р. 1954), аниматор
- Артър Дейк (1910 – 2000), шахматист
- Дъглас Енгълбърт (1925 – 2013), изобретател
- Филип Найт (р. 1938), предприемач
- Мич Пиледжи (р. 1952), актьор
- Ейми Плъм (р. 1967), писателка
- Лайнъс Полинг (1901 – 1994), химик
- Джон Рид (1887 – 1920), журналист
- Кейти Секоф (р. 1980), актриса
- Ан Шедийн (р. 1949), актриса

Починали в Портланд
- Мариан Андерсън (1897 – 1993), певица
- Мич Мичъл (1947 – 2008), британски музикант
- Лусиъс Шепърд (1947 – 2014), писател
- Фредерик Шватка (1849 – 1892), изследовател